# Sportverein Mattersburg
Lo Sportverein Mattersburg, abbreviato in SV Mattersburg o semplicemente Mattersburg (ufficialmente Sportverein Bauwelt Koch Mattersburg per motivi di sponsor) è stata una società calcistica austriaca con sede a Mattersburg, nel Burgenland.
Ha disputato 10 stagioni consecutive in Bundesliga, prima della retrocessione arrivata al termine della stagione 2012-2013.

## Storia
Il club nacque il 19 giugno 1922 e ha sempre disputato campionati dilettantistici, fino alla promozione dalla Regionalliga alla Erste Liga nel 1999-2000. Nel 2002-2003 è salito per la prima volta nella massima categoria nazionale. Il Mattersburg ha una particolarità: nonostante il comune abbia solo 7.000 abitanti, ha già raggiunto una media di più di 11.000 spettatori a stagione. Questo anche perché si tratta dell'unico club nel Burgenland a disputare il campionato di massima categoria.
Nella prima stagione nella massima categoria il Mattersburg è giunto ottavo, nella stagione 2003-2004 ha raggiunto il quinto posto e nella stagione successiva è giunto settimo. Nel 2006-2007 la squadra allenata da Franz Lederer, un Mattersburger doc, è stata sorprendentemente a lungo seconda in classifica, anche se il margine di distanza dal Salisburgo di Giovanni Trapattoni era molto grande. Nel 2005-2006 il Mattersburg ha raggiunto - prima squadra del Burgenland - la finale della coppa d'Austria, che poi è andata persa per 0-3 contro l'Austria Vienna. Dal momento però che i violette si erano contemporaneamente laureati campioni d'Austria, il Mattersburg si è consolato con la qualificazione - la prima nella storia per il calcio del Burgenland - alla Coppa UEFA. Non è riuscito, però, a superare il Wisła Cracovia nel secondo turno di qualificazione.
Dopo 10 anni di militanza consecutiva in massima divisione, il Mattersburg è retrocesso in Erste Liga a seguito della sconfitta casalinga (0-1) patita il 26 maggio 2013, in occasione dell'ultima giornata di campionato, contro l'Admira Wacker Mödling, nello scontro diretto. In seguito alla retrocessione, il club ingaggia un nuovo tecnico, Alfred Tatar, mentre Lederer, dopo un decennio in panchina, diviene direttore sportivo.

## Stadio
Il Mattersburg disputa le partite casalinghe al Pappelstadion, costruito nel 1952 in occasione del 30º anniversario della fondazione del club ed ingrandito, fra l'altro con la costruzione di una tribuna, nel 2007.
Al momento della sua inaugurazione, il Pappelstadion poteva ospitare 10 000 spettatori, mentre oggi la capienza è di 15 100 posti, dei quali 5 700 a sedere.
Il terreno di gioco, con fondo in erba naturale, misura 105 x 68 metri. L'impianto è stato scelto per ospitare la finale della ÖFB-Cup 2008-2009.

## Allenatori
- 2004-2013  Franz Lederer
- 2013  Alfred Tatar
- 2013  Franz Lederer
- 2013-2017  Ivica Vastić
- 2017-2018  Gerald Baumgartner
- 2018-2019  Klaus Schmidt
- 2019-2020  Franz Ponweiser

## Palmarès

### Competizioni nazionali
- Campione di Regionalliga: 1

1999-2000
- Campione di Erste Liga: 2

2002-2003, 2014-2015

### Competizioni regionali
- Campionato del Burgenland: 4

1952-1953, 1955-1956, 1956-1957, 2006-2007

### Altri piazzamenti
- Campionato austriaco:

Terzo posto: 2006-2007
- Coppa d'Austria:

Finalista: 2005-2006, 2006-2007
Semifinalista: 2002-2003, 2017-2018

## Statistiche e record

### Partecipazioni alle competizioni UEFA per club
| Stagione | Competizione | Turno | Paese                 | Club         | Casa | Trasferta | Somma |
| -------- | ------------ | ----- | --------------------- | ------------ | ---- | --------- | ----- |
| 2006–07  | Coppa UEFA   | Q1    | Polonia (bandiera)    | Wisła Kraków | 1–1  | 0–1       | 1–2   |
| 2007–08  | Coppa UEFA   | Q1    | Kazakistan (bandiera) | FC Aktobe    | 4–2  | 0–1       | 4–3   |
|          |              | Q2    | Svizzera (bandiera)   | Basilea      | 0–4  | 1–2       | 1–6   |

- Q = Qualificazione

### Statistiche nelle competizioni UEFA
Tabella aggiornata alla fine della stagione 2018-2019.
| Competizione                  | Partecipazioni | G | V | N | P | RF | RS |
| ----------------------------- | -------------- | - | - | - | - | -- | -- |
| Coppa UEFA/UEFA Europa League | 2              | 6 | 1 | 1 | 4 | 6  | 11 |

## Organico

### Rosa 2019-2020
Aggiornata al 4 settembre 2019.
| N. |                                 | Ruolo | Calciatore          |
| -- | ------------------------------- | ----- | ------------------- |
| 1  | Austria (bandiera)              | P     | Markus Kuster       |
| 2  | Austria (bandiera)              | D     | David Nemeth        |
| 3  | Austria (bandiera)              | D     | Michael Steinwender |
| 4  | Bosnia ed Erzegovina (bandiera) | D     | Nedeljko Malić      |
| 5  | Austria (bandiera)              | D     | Michael Lercher     |
| 6  | Austria (bandiera)              | D     | Philipp Erhardt     |
| 7  | Austria (bandiera)              | D     | Fabian Miesenböck   |
| 8  | Austria (bandiera)              | C     | Alois Höller        |
| 9  | Austria (bandiera)              | A     | Marko Kvasina       |
| 10 | Spagna (bandiera)               | C     | Jano                |
| 11 | Austria (bandiera)              | C     | Andreas Gruber      |
| 12 | Austria (bandiera)              | D     | Florian Hart        |
| 13 | Austria (bandiera)              | P     | Tino Casali         |

| N. |                    | Ruolo | Calciatore        |
| -- | ------------------ | ----- | ----------------- |
| 14 | Austria (bandiera) | C     | Christoph Halper  |
| 18 | Austria (bandiera) | D     | Lukas Rath        |
| 19 | Austria (bandiera) | A     | Martin Pušić      |
| 20 | Nigeria (bandiera) | A     | Victor Olatunji   |
| 21 | Austria (bandiera) | C     | Patrick Salomon   |
| 22 | Austria (bandiera) | P     | Manuel Salaba     |
| 23 | Austria (bandiera) | C     | Julius Ertlthaler |
| 24 | Austria (bandiera) | C     | Stephan Schimandl |
| 30 | Austria (bandiera) | C     | Andreas Kuen      |
| 31 | Austria (bandiera) | D     | Thorsten Mahrer   |
| 32 | Austria (bandiera) | D     | Raffael Behounek  |
| 33 | Austria (bandiera) | A     | Patrick Bürger    |